# Gia Huy (ca sĩ)
Đặng Quốc Hùng (sinh ngày 22 tháng 8 năm 1975) thường được biết đến với nghệ danh Gia Huy, là một nam ca sĩ hải ngoại nổi tiếng của Trung tâm Asia. Anh được biết đến qua nhiều ca khúc như Anh còn nợ em, Phượng hồng, Anh vẫn biết, Kỳ diệu, Bài 20, Như vạt nắng...

## Tiểu sử
Gia Huy sinh ra và lớn lên tại Hà Nội và là con thứ 2 trong một gia đình có 4 anh chị em. Năm 1982, khi lên 7 tuổi, Gia Huy cùng gia đình vào Đà Nẵng sinh sống.
Năm 1990, Gia Huy thi đậu vào hệ trung cấp thanh nhạc tại Trường Quốc gia Âm nhạc Hà Nội. Tuy nhiên, khi học được 1 năm thì Gia Huy phải nghỉ nửa chừng để sang đoàn tụ với gia đình tại Montréal, Canada vào tháng 10 năm 1991.
Năm 1994, khi được giới thiệu với Trung tâm Asia thì một bước ngoặt lớn đã đến với Gia Huy. Anh trở thanh ca sĩ độc quyền của Trung Tâm băng nhạc Asia suốt những năm từ 1995 đến 2005.
Sau năm 2005, Gia Huy kết thúc hợp đồng với Trung Tâm Asia và trở thành ca sĩ tự do hợp tác với các trung tâm như: Trung tâm Rạng Đông, Trung tâm Tình, Rainbow, Hoa Biển, Kim Lợi, Minh Chánh, Đỗ Thanh.

## Sự nghiệp
Gia Huy lên sân khấu lần đầu tiên tại vũ trường Chateau Du Parc (Montreal) năm 1991. Lúc đó, anh hát với ban nhạc Phạm Mạnh Cường để trình bày những tác phẩm như Máu Nhuộm Bãi Thượng Hải, Mười Năm Tình Cũ và Lambada. Ngay sau lần trình diễn đầu tiên, Gia Huy đã để lại ấn tượng trong lòng dân chúng tại Montreal. Anh bắt đầu hát cho một số vũ trường tại địa phương như Bistro Dore, Miss Sài Gòn và Đêm Sài Gòn.
Năm 1994, Gia Huy sang California và được giới thiệu với Trung Tâm Asia. Sau khi nghe một bản nhạc do Gia Huy thu âm, nhạc sĩ Trúc Hồ và Thy Vân đã đồng ý ký hợp đồng với anh. Cuốn băng đầu tiên có sự xuất hiện của Gia Huy ra đời năm 1995, đó chính là cuốn Asia 8. Trong đêm nhạc hội, anh đã trình diễn bài Nhịp Điệu Tình và Under the Boardwalk cùng với Lâm Nhật Tiến, Johny Dũng và Nhật Quân.
Sau cuốn băng đầu tiên, Gia Huy được khán giả biết đến nhiều hơn và sau đó anh đã liên tục xuất hiện trong nhiều cuốn video khác của Asia. Các bài hát do anh thể hiện như Anh còn nợ em, Kỳ diệt, Phượng hồng, Anh vẫn biết, Như vạt nắng, Đêm thương nhớ,.... được khán giả đặc biệt yêu thích.
Tại trung tâm Asia, ca sĩ Gia Huy thường hát cùng các ca sĩ như Như Quỳnh, Lâm Nhật Tiến, Mạnh Đình, Diễm Liên, Y Phương,.... Anh được yêu mến qua các ca khúc nhạc trẻ, sau này anh hát nhạc xưa cũng gặt hái nhiều thành công.
Đến năm 2005, ca sĩ Gia Huy ngừng hợp tác với Trung tâm Asia và trở thành ca sĩ tự do. Cũng trong năm này, anh chính thức được cấp phép biểu diễn tại Việt Nam. Từ đó, Gia Huy hợp tác với nhiều trung tâm băng nhạc khác nhau như: Rạng Đông, Trung tâm Tình, Rainbow, Hoa Biển, Kim Lợi, Minh Chánh , Đỗ Thanh,.... Ngoài ra anh cũng thành lập trung tâm băng nhạc riêng mang tên Gia Huy Tâm Ca.
Ngoài hát nhạc trẻ, nhạc trữ tình, ca sĩ Gia Huy còn lấn sân sang mảng nhạc Phật giáo. Đến nay, trong số những sản phẩm âm nhạc của Gia Huy đã có 16 CD nhạc Phật giáo, 2 DVD, 3 karaoke Phật giáo... Anh được biết đến với những bài hát như: Mẹ là Phật, Kinh Pháp Hoa, Nhành dương cứu khổ, Kỳ Quan Mẹ,.....
Năm 2019, để đánh dấu chặng đường 24 năm hoạt động nghệ thuật của mình, ca sĩ Gia Huy đã tổ chức show diễn "Đêm Thành Đạo"  tại Saigon Performing Arts Center miền nam California – Hoa Kỳ. Đây cũng là show ca nhạc Phật Giáo lớn nhất từ trước đến nay tại Hoa Kỳ với nhiều cung bậc cảm xúc thăng hoa giữa Phật giáo và cuộc đời

## Các tiết mục trình diễn trên sân khấu

### Trung tâm Asia
| Bài hát                                                                  | Chương trình                       | Thể hiện với                                                                                          |
| Under The Boardwalk (LV: Khúc Lan)                                       | Asia 8                             | Lâm Nhật Tiến, Johnny Dũng, Nhật Quân                                                                 |
| Nhịp Điệu Của Tình Yêu (Trúc Hồ)                                         | Asia 8                             | solo                                                                                                  |
| Bài 20 (thơ: Đặng Hiền, nhạc: Trúc Sinh)                                 | Asia 9                             | Nhật Quân, Johnny Dũng, Lâm Nhật Tiến                                                                 |
| Người Tình Đẹp Xinh Xinh (Tùng Giang)                                    | Asia 9                             | solo                                                                                                  |
| Đêm Thương Nhớ (Mai Nguyễn)                                              | Asia 10                            | solo                                                                                                  |
| Như Vạt Nắng (Trúc Hồ)                                                   | Asia 10                            | Như Quỳnh                                                                                             |
| Mừng Xuân (LV: Khúc Lan, Trúc Hồ)                                        | Asia 10                            | Nhật Quân, Johnny Dũng, Lâm Nhật Tiến                                                                 |
| Đến Bên Nhau (Trúc Sinh, Lê Đức Long)                                    | Asia 11                            | Như Quỳnh                                                                                             |
| Tiếng Mưa Rơi (Khánh Băng)                                               | Asia 11                            | Như Quỳnh, Mạnh Đình, Lâm Nhật Tiến, Lâm Thúy Vân, Johnny Dũng, Nhật Quân, Nini, Vina Uyển Mi, Shayla |
| Nỗi Nhớ Dịu Êm (Bảo Chấn)                                                | Asia 12                            | solo                                                                                                  |
| Phượng Hồng (thơ: Đỗ Trung Quân, nhạc: Vũ Hoàng)                         | Asia 13                            | solo                                                                                                  |
| Anh Vẫn Biết (Nguyễn Trung Cang)                                         | Asia 14                            | solo                                                                                                  |
| Tâm Hồn Cô Đơn (Anh Bằng)                                                | Asia 15                            | Lâm Nhật Tiến, Duy Linh, Lê Tâm                                                                       |
| Kỳ Diệu (thơ: Nguyên Sa, nhạc: Anh Bằng)                                 | Asia 15                            | solo                                                                                                  |
| Người Về Từ Lòng Đất (Quốc Dũng)                                         | Asia 16                            | solo                                                                                                  |
| Macarena                                                                 | Asia 16                            | Lâm Nhật Tiến, Lê Tâm, Duy Linh, Shayla, Lâm Thúy Vân, Thanh Trúc, Trish Thùy Trang, Loan Châu        |
| Hãy Yêu Như Là Yêu (LV: Khúc Lan)                                        | Asia 17                            | solo                                                                                                  |
| Tôi Trở Về Thành Phố (Y Vân)                                             | Asia 18                            | Lâm Nhật Tiến, Duy Linh, Lê Tâm                                                                       |
| Tình Yêu Mắt Nai (Quốc Dũng, Đinh Trầm Ca)                               | Asia 18                            | solo                                                                                                  |
| Hãy Yêu Nhau Đi (Trúc Sinh, Lê Đức Long)                                 | Asia 19                            | Thanh Trúc                                                                                            |
| Dấu Vết (Bảo Chấn)                                                       | Asia 20                            | solo                                                                                                  |
| Còn Có Bao Giờ Em Nhớ Ta (Anh Bằng)                                      | Asia 21                            | solo                                                                                                  |
| Hơi Thở Tình Yêu (Trúc Hồ)                                               | Asia 22                            | solo                                                                                                  |
| Tuổi 13 (thơ: Nguyên Sa, nhạc: Ngô Thụy Miên)                            | Asia 23                            | solo                                                                                                  |
| Tình Thư Của Lính (Trần Thiện Thanh)                                     | Asia 23                            | Lê Tâm, Lâm Nhật Tiến                                                                                 |
| Cho Tôi Được Một Lần (Bảo Thu)                                           | Asia 24                            | Lê Tâm, Duy Linh, Thanh Trúc, Diệp Thanh Thanh, Loan Châu                                             |
| Tôi Không Còn Yêu Em (Vũ Tuấn Đức)                                       | Asia 24                            | solo                                                                                                  |
| Yêu Nhau Trên Biển (Trúc Hồ)                                             | Asia 25                            | solo                                                                                                  |
| Không Biết Em Bây Giờ (Trúc Hồ & Vũ Tuấn Đức)                            | Asia 26                            | solo                                                                                                  |
| Tình Thôi Xót Xa (LV: Bảo Chấn)                                          | Asia 27                            | solo                                                                                                  |
| Yêu Em Thoáng Mây Bay (Nguyễn Tâm)                                       | Asia 28                            | solo                                                                                                  |
| Hoa Biển (Anh Thy)                                                       | Asia 29                            | solo                                                                                                  |
| Trăng Thanh Bình (Lam Phương)                                            | Asia 29                            | Diệp Thanh Thanh, Mạnh Đình, Thanh Lan, Hoàng Oanh, Thanh Tuyền, Thanh Trúc                           |
| Lời Cha (Dzoãn Bình, Nguyên Hồ)                                          | Asia 30                            | solo                                                                                                  |
| Anh Còn Nợ Em (Anh Bằng, Phan Thành Tài)                                 | Asia 31                            | solo                                                                                                  |
| Nhớ Mẹ (Lê Minh Đảo)                                                     | Asia 32                            | Lê Tâm                                                                                                |
| Một Chút Quà Cho Quê Hương (Việt Dzũng)                                  | Asia 32                            | solo                                                                                                  |
| Ai Bảo Em Là Giai Nhân (thơ: Lưu Trọng Lư, nhạc: Anh Bằng)               | Asia 33                            | solo                                                                                                  |
| Tình Đẹp (Anh Bằng)                                                      | Asia 34                            | Thanh Trúc                                                                                            |
| Hôn Môi Xa (Trần Minh Phi)                                               | Asia 35                            | solo                                                                                                  |
| Hành Ca Trên Nông Trường Oan Nghiệt (Trầm Tử Thiêng)                     | Asia 36                            | solo                                                                                                  |
| Trên Đầu Súng (Hà Thúc Sinh)                                             | Asia 36                            | Philip Huy, Lê Tâm                                                                                    |
| Kẻ Đi Tìm Mộng (thơ: Tô Nhược Châu, nhạc: Hữu Xuân)                      | Asia 37                            | solo                                                                                                  |
| Ai Đưa Em Về (Nguyễn Ánh 9)                                              | Asia 37                            | solo                                                                                                  |
| Mẹ Là Phật (Trọng Nghĩa, Thanh Trí Cao)                                  | Asia 38                            | solo                                                                                                  |
| Thư Xuân Hải Ngoại (Trầm Tử Thiêng)                                      | Asia 39                            | solo                                                                                                  |
| Gửi Người Dưới Mộ (Việt Dzũng, Đinh Hùng)                                | Asia 40                            | solo                                                                                                  |
| Mùa Hè Rực Rỡ (Việt Dzũng, Jason Lâm)                                    | Asia 41                            | Thanh Trúc                                                                                            |
| Triệu Đóa Hoa Hồng (Nhạc Nga)                                            | Asia 42                            | solo                                                                                                  |
| Chợt Như Năm 18 (Quốc Dũng)                                              | Asia 43                            | Thanh Trúc                                                                                            |
| Liên khúc Áo dài                                                         | Asia 44                            | Lâm Nhật Tiến, Minh Thông, Châu Tuấn, Khải Tuấn, Nguyên Khang, Mạnh Đình                              |
| Con Rồng Cháu Tiên (Việt Dzũng, Trúc Hồ)                                 | Asia 44                            | Dạ Nhật Yến                                                                                           |
| Gọi Giấc Mơ Xưa (Lê Hoàng Long)                                          | Asia 48                            | Anh Khoa                                                                                              |
| Khóc Mẹ Đêm Mưa (Anh Bằng)                                               | Asia 62                            | Diễm Liên                                                                                             |
| Anh Vẫn Không Đổi Thay (LV: Phạm Duy)                                    | Asia 64                            | solo                                                                                                  |
| LK Nguyên Sa: Kỳ Diệu (nhạc: Anh Bằng)                                   | Asia 71                            | solo                                                                                                  |
| LK Cho Lần Cuối & Tình khúc Cho Em (Lê Uyên Phương)                      | Asia 76                            | Y Phương                                                                                              |
| Từ Độ Ánh Trăng Tan (thơ: Đặng Hiền, nhạc: Anh Bằng)                     | Asia 77                            | solo                                                                                                  |
| Lời Kinh Đêm (Việt Dzũng)                                                | Asia 79                            | solo                                                                                                  |
| LK Anh Bằng: Khúc Thụy Du, Kỳ Diệu, Anh Còn Nợ Em, Tango Tím, Mai Tôi Đi | Asia 79                            | Thế Sơn, Lâm Thúy Vân, Anh Tuấn, Dạ Nhật Yến, Bích Vân, Y Phương, Hoàng Anh Thư, Diễm Liên            |
| LK Trăng Sơn Cước (Văn Phụng), Nỗi Buồn Châu Pha (Lê Dinh)               | Asia Golden 4 - Khúc Nhạc Tình Quê | Thùy Hương, Ngọc Anh Vi                                                                               |
| Nhớ Đêm Mưa Sài Gòn (Anh Bằng)                                           | Asia Golden 5 - Sài Gòn Của Tôi    | solo                                                                                                  |
| Màu Áo Hoa Rừng (Thùy Linh, Huy Phong)                                   | Asia Golden 5 - Sài Gòn Của Tôi    | Philip Huy, Đăng Vũ, Hoàng Anh Thư, Khánh Trân, Bích Vân                                              |

### Trung tâm Tình
| Bài hát                         | Chương trình                     | Thể hiện với |
| ------------------------------- | -------------------------------- | --- |
| LK Tophits 2                    | Quê Hương Tình Yêu & Tuổi Trẻ 13 | Minh Tuyết, Hạ Vy, Vina Uyển My, Gia Linh, Tú Quyên, Thùy Vân, Huy Vũ, Phillip Huy, Tuấn Hùng, Kevin Khoa, Minh Chanh |
| Định Mệnh Cay Đắng              | Quê Hương Tình Yêu & Tuổi Trẻ 13 | Gia Linh |
| Giữa Anh Và Người Ấy Em Chọn Ai | Quê Hương Tình Yêu & Tuổi Trẻ 13 | solo |
| Hãy Về Đây Bên Anh (Duy Mạnh)   | Quê Hương Tình Yêu & Tuổi Trẻ 14 | solo |
| LK Tà Áo Việt Nam               | Quê Hương Tình Yêu & Tuổi Trẻ 14 | Hạ Vy, Diễm Liên, Lưu Mỹ Linh, Tú Quyên, Huy Vũ, Kevin Khoa, Minh Chánh                                               |
| Nợ Duyên                        | Quê Hương Tình Yêu & Tuổi Trẻ 15 | Diệp Thanh Thanh |
| LK Xuân 1                       | Quê Hương Tình Yêu & Tuổi Trẻ 15 | Diệp Thanh Thanh, Lưu Mỹ Linh                                                                                         |
| LK Tophits 3                    | Quê Hương Tình Yêu & Tuổi Trẻ 16 | Thuy Khanh, Vina Uyển My, Trina Bảo Trân, Helena Ngọc Hồng, Huy Vũ, Justin Nguyễn, Kevin Khoa                         |
| Người Phụ Tình Tôi              | Quê Hương Tình Yêu & Tuổi Trẻ 16 | solo |
| Trái Cấm                        | Quê Hương Tình Yêu & Tuổi Trẻ 17 | solo |
| LK Xuân                         | Quê Hương Tình Yêu & Tuổi Trẻ 18 | Thuy Khanh, Đài Trang                                                                                                 |

## MV
- Biết làm gì hơn
- Chưa bao giờ Sài Gòn
- Cô bé mau quên
- Dòng sông không trôi
- Dưới chân Mẹ hiền
- Dứt tình dứt nghĩa
- Để đời một câu nghĩa tình
- Đêm thương nhớ
- Đến bên nhau (với Như Quỳnh)
- Đoạn buồn
- Đường trần
- Em dối gian thì anh gian dối - Một đi không trở lại (với Gia Linh)
- Hạt giống Sài Gòn
- Lỡ làng (với Hạ Vy) (không có mặt của Hạ Vy trong MV)
- Lời tỏ tình dễ thương
- Khóc mùa đông
- Khóc trên bình yên
- Kỳ diệu
- Mẹ từ bi
- Mong em về
- Mùa thu cuối
- Mưa
- Ngộ
- Người đi
- Nhớ Sài gòn
- Phi trường biệt ly
- Tại sao ngày qua em đã thay lòng?
- Tan nát cõi lòng
- Thiên đàng đã mất
- Thư xuân hải ngoại
- Tình như cây cà rem (không có mặt của Gia Huy trong MV)
- Tình trong dĩ vãng
- Trái tim không mang bình yên
- Về dưới Phật đài
- Vì đó là em
- Xuân an lạc
- Yêu trong muộn màng